# Krucjata (serial telewizyjny)
Krucjata – polski serial kryminalny w reżyserii Łukasza Ostalskiego udostępniany na platformie TVP VOD od 21 listopada 2022 oraz emitowany na antenie kanału telewizyjnego TVP1 od 3 marca 2023 roku do 2 czerwca 2023 roku oraz od 12 września 2024 roku w TVP2.
Serial dostępny jest również na platformie VOD Netflix.

## Fabuła
W Warszawie trwa seria zabójstw znanych osób – jurora talent show, znanej dziennikarki telewizyjnej, bankiera i transpłciowego polityka. Grupa policyjna pod przewodnictwem Mandżaro (Julian Świeżewski) bada sprawy i stara się dojść do prawdy, kto stoi za morderstwami.

## Obsada

### Sezon I (Prawo serii)
- Julian Świeżewski – komisarz Jan Góra „Mandżaro”
- Tomasz Schuchardt – nadkomisarz Ludwik Bończyk „Luizjana”
- Vanessa Aleksander – podkomisarz Maria Darska
- Masza Wągrocka – podkomisarz Ula Lubańska
- Michał Czernecki – Piotr Stawski
- Iga Górecka – prokurator Dorota Makomaska
- Michał Kaleta – inspektor Mateusz Parada
- Eryk Kulm – Maks
- Paweł Tomaszewski – Kamil Czajewski
- Wojciech Czerwiński – strażnik Domański
- Piotr Cyrwus – patolog
- Mateusz Nędza – Lemuel Norbert Van Hangen
- Mariusz Bonaszewski – Andrzej Kalina
- Julita Kożuszek-Borsuk – policjantka Krystyna
- Paweł Mandziewski – Łukasz Basiński
- Aleksandra Adamska – dziennikarka Paulina Klejna
- Laura Breszka – Ewa Szwarc
- Ignacy Liss – Jacek
- Justyna Wasilewska – major Wiktoria Dymińska
- Maciej Mikołajczyk – Ginko
- Marek Kaliszuk – Jarosław Konopka
- Rafał Maćkowiak – Edward
- Joanna Balasz – animatorka
- Paweł Deląg – Franciszek Pokorski
- Zofia Świątkiewicz – Elwira
- Joanna Gonschorek – „Peggy”
- Piotr Kamiński – policjant „Mutant”
- Paweł Kamiński – policjant „Mutant”
- Tomasz Dedek – inspektor Marek Sachoń
- Antoni Sałaj – Luty
- Mikołaj Chroboczek – „Masakra”
- Maja Barełkowska – Sawicka
- Malwina Buss – lekarka Anna
- Aleksandra Grochowska – fotografka policyjna
- Dariusz Majchrzak – Aleksander Witwicki
- Agnieszka Matysiak – sprzątaczka Janina Góra-Tokarska

### Seria II (Znak bliźniąt)
- Tomasz Schuchardt – nadkomisarz Ludwik Bończyk „Luizjana”
- Sebastian Dela[8] – Bronek[9]
- Zofia Jastrzębska[8] – Martyna Rogowska[9][10]
- Marta Stalmierska[8] – komisarz Paulina Karmańska[9][10]
- Mariusz Bonaszewski – Andrzej Kalina
- Mirosław Haniszewski[8][10] – Grzegorz Berger
- Monika Pikuła[8][10] – prokurator Jowita Różycka
- Paulina Gałązka[8][10] – komisarz Jaskółka
- Dorota Kolak – Magdalena, babcia Bronka
- Karol Pocheć – komisarz Zeman
- Sandra Kościelniak – Halina Jasiecka, żona Tomasza
- Justyna Schneider – Joanna, była żona Ludwika
- Paweł Ławrynowicz – Kowal
- Katarzyna Tatarak – Niewińska
- Magdalena Popławska – nauczycielka Majewska

## Spis serii
| Seria       | Seria | Nazwa serii   | Sezon                 | Odcinki    | Premiera serii    | Finał serii    | Pora emisji/dzień udostępniania | Stacja/platforma | Średnia oglądalność |
| ----------- | ----- | ------------- | --------------------- | ---------- | ----------------- | -------------- | ------------------------------- | ---------------- | ------------------- |
|             | 1.    | Prawo serii   | jesień-zima 2022/2023 | 1–13 (13)  | 21 listopada 2022 | 14 lutego 2023 | wtorek                          | TVP VOD          | nd.                 |
| wiosna 2023 | 1.    | Prawo serii   | 3 marca 2023          | 1–13 (13)  | 2 czerwca 2023    | piątek 20.35   | TVP1                            | 825 tys.         |                     |
|             | 2.    | Znak bliźniąt | jesień 2024           | 14–26 (13) | 12 września 2024  | 5 grudnia 2024 | czwartek 21.50                  | TVP2             | 395 tys.            |

## Odbiór
Pierwszy sezon serialu na antenie stacji telewizyjnej TVP1 obejrzało średnio 825 tys. widzów. 
Udostępniony w 2024 roku na platformie Netflix po dwóch dniach od dodania trafił do 10 najpopularniejszych produkcji dostępnych w serwisie.
Druga seria emitowana na antenie stacji TVP2 została obejrzana średnio przez 395 tys. widzów.